# Championnat des Îles Salomon de football 2022-2023
Navigation
Saison précédente Saison suivante
La saison 2022-2023 du Championnat des Îles Salomon de football est la dix-neuvième édition de la Telekom S-League, le championnat de première division aux Îles Salomon. La compétition se dispute sous la forme d'une poule unique où toutes les équipes se rencontrent à deux reprises. Il n'y a ni promotion, ni relégation à l'issue de la saison.
C'est le Solomon Warriors qui remporte le championnat après avoir terminé en tête du classement final avec sept points d'avance sur le Kossa FC et huit sur le tenant du titre, le Central Coast FC. Il s’agit du sixième titre de champion des Salomon de l'histoire du club.

## Les clubs participants
- Henderson Eels FC
- Kossa FC
- Real Kakamora
- Kula FC
- Solomon Warriors
- Marist FC
- FC Isabel United
- Laugu United FC
- Central Coast FC
- Honiara City FC
- Southern United FC
- Waneagu United

## Compétition
Le barème de points servant à établir le classement se décompose ainsi :
- Victoire : 3 points
- Match nul : 1 point
- Défaite : 0 point

### Phase régulière
| Rang | Équipe               | Pts | J  | G  | N | P  | Bp | Bc | Diff |
| ---- | -------------------- | --- | -- | -- | - | -- | -- | -- | ---- |
| 1    | Solomon Warriors     | 55  | 22 | 17 | 4 | 1  | 61 | 19 | +42  |
| 2    | Kossa Football Club  | 48  | 22 | 15 | 3 | 4  | 66 | 27 | +39  |
| 3    | Central Coast FCT    | 47  | 22 | 15 | 2 | 5  | 68 | 22 | +46  |
| 4    | Henderson Eels FC    | 43  | 22 | 13 | 4 | 5  | 57 | 29 | +28  |
| 5    | Laugu United FC      | 40  | 22 | 12 | 4 | 6  | 48 | 32 | +16  |
| 6    | Waneagu United       | 39  | 22 | 11 | 6 | 5  | 57 | 30 | +27  |
| 7    | Marist Football Club | 29  | 22 | 8  | 5 | 9  | 27 | 29 | -2   |
| 8    | Honiara City FC      | 22  | 21 | 6  | 4 | 11 | 29 | 40 | -11  |
| 9    | FC Isabel United     | 18  | 22 | 5  | 3 | 14 | 29 | 55 | -26  |
| 10   | Southern United      | 15  | 22 | 3  | 6 | 13 | 37 | 63 | -26  |
| 11   | Real Kakamora        | 10  | 22 | 3  | 1 | 18 | 21 | 91 | -70  |
| 12   | Kula FC              | 5   | 21 | 1  | 2 | 18 | 25 | 88 | -63  |

|  | Qualification pour la Ligue des champions de l'OFC 2023 |
|  | T : Tenant du titre                                     |

## Bilan de la saison
| Championnat des Îles Salomon de football 2022-2023                        |                             |
| Champion                                                                  | Solomon Warriors (6e titre) |
| Qualifications continentales                                              |                             |
| Ligue des champions de l'OFC 2023                                         | Solomon Warriors            |
| Ligue des champions de l'OFC 2023                                         | Kossa Football Club         |
| Promotions et relégations                                                 |                             |
| Promus en Telekom S-League                                                | Aucun                       |
| Relégués en Championnat des Îles Salomon de football de deuxième division | Aucun                       |